# Den hemlighetsfulle motståndaren
Den hemlighetsfulle motståndaren (originaltitel: The Secret Adversary) är den andra publicerade detektivromanen av Agatha Christie, första gången utgiven i januari 1922 i Storbritannien av The Bodley Head och i USA av Dodd, Mead and Company senare samma år. Englandsutgåvan kostade sju shillings och sex pence (7/6) och USA-utgåvan $1.75.
Boken introducerar karaktärerna Tommy och Tuppence, som finns med i ytterligare tre romaner och en novellsamling. Dessa fem böcker om Tommy och Tuppence spänner över hela Agatha Christies författarkarriär, från 1922 till 1973. Det hela inleds då det stora kriget är över och arbetstillfällena är få. Tommy Beresford och Prudence "Tuppence" Cowley möts och bestämmer sig för att starta en egen detektivbyrå. De blir snart anlitade och får möta faror, äventyr och en uppsjö av mystiska personer.
Mottagandet av boken var generellt positivt och den lyckas behålla den hemlighetsfulle motståndarens identitet dold ända till slutet.

## Handling
I London 1919 återförenas den demobiliserade soldaten Tommy Beresford med sin barndomsvän och krigsvolontär Prudence "Tuppence" Cowley. Utan arbete och pengar bildar de "The Young Adventurers, Ltd". Deras första klient, en Mr Whittington, ger Tuppence ett misstänkt generöst erbjudande. Ihågkommande en till synes irrelevant anekdot av Tommy, när Whittington frågar om Tuppences namn, ger hon honom aliaset "Jane Finn." En chockad Whittington erbjuder henne 50 pund som muta och försvinner. Carter, en gammal vän till Tommy från brittisk underrättelsetjänst, berättar att Jane Finn var en brittisk agent som försvann när hon försökte leverera ett hemligt fördrag till den amerikanska ambassaden i London. Tommy och Tuppence går med på att hitta henne, men Carter varnar dem för en fiendeagent som bara är känd som "Mr Brown". På jakt efter Jane Finn är också hennes kusin Julius Hersheimmer, en amerikansk mångmiljonär.
Tommy och Tuppences utredning leder dem hem till fru Marguerite "Rita" Vandemeyer, en kvinna med flera mäktiga vänner, inklusive Whittington och Sir James Peel Edgerton, K C. Tuppence får jobb som fru Vandemeyers husa och tar hjälp av en ung pojke vid namn Albert som arbetar där. Tuppence hör Vandemeyer nämna Brown och tvingar henne att erkänna att hon känner till hans verkliga identitet. Fru Vandemeyer skriker, kollapsar och mumlar "Mr Brown" till Tuppence strax innan hon dör. Tuppence får ett telegram skickat av Tommy och rusar efter honom.
Under tiden följer Tommy Boris Ivanovitch, en annan av Ritas medarbetare, till ett hus i Soho, där Tommy tas till fånga medan han försöker avlyssna ett möte med bolsjevistiska konspiratörer. En ung fransk kvinna i huset, Annette, hjälper honom att fly men vägrar själv att följa med. Tommy återvänder till Ritz och Tuppence.
Sir James upptäcker Jane Finn, som har återfått sitt minne efter en olycka. Hon berättar var hon gömt fördraget, men de hittar i stället ett meddelande från Brown. Medan han letar efter skrivpapper i Julius låda hittar Tommy ett fotografi av Annette. Tommy drar slutsatsen att Annette är den riktiga Jane Finn och den Jane Finn de träffade var falsk för att stoppa deras utredning. Han får en originalkopia av telegrammet skickat till Tuppence och ser att hennes destination ändrades på kopian han läste. Tommy och Albert fortsätter till rätt destination.
Hersheimmer arrangerar utgivningen av Tuppence och Annette. I Sir James bostad berättar Jane sin historia: efter att ha fått paketet blev hon misstänksam mot fru Vandemeyer. Jane lade tomma ark i originalpaketet och förseglade fördraget på tidningssidorna. När hon reste från Irland rånades hon och fördes till huset i Soho. Jane insåg avsikten hos sina fångare och fejkade minnesförlust och samtalade bara på franska. Hon gömde fördraget i en tavelram i sitt rum och har behållit sin roll som "Annette" sedan dess. Tuppence misstänker att Hersheimmer är Mr Brown. Sir James håller med och tillägger att den riktiga Hersheimmer dödades i Amerika och att hans bedragare dödade fru Vandemeyer. De rusar till Soho och återställer fördraget i huset. Sir James avslöjar sig som den sanna Mr Brown och tillkännager sin plan att döda dem, skada sig själv och sedan skylla det på den svårfångade Mr Brown. Julius och Tommy, som gömmer sig i rummet, övermannar Sir James. Han begår självmord med gift dolt i sin ring, det övertygande beviset för att övertyga Carter om sin gamla väns skuld.
Tommys roll i att lösa mysteriet gör att hans rika farbror lovar att stödja honom ekonomiskt och göra Tommy till sin arvinge. Romanen slutar med att både Hersheimmer och Jane, och Tommy och Tuppence, förlovade sig för att gifta sig.

## Personer
- Thomas Beresford: Tommy, ung rödhårig engelsman som kämpade i Första världskriget, sårad två gånger, anses långsam men stadig och klartänkt i sitt tänkande, som bäst i en trång situation. I början av tjugoårsåldern.
- Prudence L Cowley: Tuppence, ung kvinna med svart rufsigt hår, ett av flera barn till en konservativ ärkediakon, tjänstgjorde som frivillig under Första världskriget. Hon är modern och snygg, snabb och intuitiv i sitt tänkande, agerar snabbt på sina idéer. I början av tjugoårsåldern.
- Julius P Hersheimmer: Miljonär från Amerika, i jakt på sin kusin Jane Finn, en flicka som han aldrig träffade i Amerika på grund av ett familjegräl. Han är snabbtänkt, snabbverkande och från Amerika, han bär en pistol och vet hur man använder den. I början av trettioåren.
- Carter: Engelsman som är skicklig inom underrättelsetjänsten och kopplad till de högsta politiska makterna, endast känd under detta alias. Han söker fördraget och flickan som kan ha tagit det.
- Jane Finn: Amerikansk kvinna, 18 år när hon lämnade USA, med goda kunskaper i att tala franska, som siktade på att arbeta på ett krigssjukhus under det stora kriget. Hon seglade på Lusitania, och hon överlevde och bar ett dokument från en man som heter Danvers.
- Marguerite Vandemeyer: Rita, en vacker kvinna i societeten som följde Danvers på Lusitania. Hon är ansluten till konspiratörerna och känner till "Mr Browns" sanna identitet. Hennes karaktär är stålig och kraftfull och hon träffar Sir James socialt. Hon dör av gift.
- Albert: Hisspojke i byggnaden där Rita Vandemeyer bor, blir hjälpare till Tuppence, sedan till Tommy.
- Mr Whittington: Medlem av konspiratörerna som först möter Tommy och Tuppence när de planerar sitt uppdrag över en lunch på en restaurang. Han uttalade Jane Finns namn på gatan när Tommy passerade honom.
- Boris Ivanovitch, greve Stepanov: Medlem av konspirationen, som håller kontakten med Whittington och Rita.
- Herr Kramenin: Rysk bolsjevik, som tjänstgör i London, och en av konspiratörerna, kallad nummer Ett. Julius väljer honom att leda honom till flickorna.
- Dr Hall: Driver vårdhemmet i Bournemouth där han tog emot minnesförlustpatienten som systerdotter till Rita Vandemeyer, under namnet Janet, under flera år.
- Sir James Peel Edgerton: Parlamentsledamot och framstående försvarsadvokat i London, känd för att instinktivt identifiera en brottsling. Han är socialt och politiskt välkänd och ses som en potentiell framtida premiärminister. Carter respekterar sin intelligens, som går flera år tillbaka i tiden. Han ser Rita socialt. Han är känd för sina övertygande sätt.
- Mr Brown: Svårfångad ledare för konspiratörerna, som ofta framträder som en man som heter Brown, men i en mindre roll, så andra minns inte hans utseende. Han är nyckeln till alla beslut av konspiratörerna, subtil med information, brutal eller dödlig med sina fiender, tidens främsta kriminella sinne.

## Litterär betydelse och mottagande
När första bokupplagan publicerades blev den recenserad i The Times Literary Supplement den 26 januari 1927 då den beskrevs som "en virvelvind av spännande äventyr". Recensionen konstaterade att karaktärerna Tommy och Tuppence var "fräscha original" och prisade det faktum att "identiteten på ärkeskurken, den flyktige "Mr Brown", listigt doldes ända till slutet".
Recensenten i The New York Times Book Review (11 juni 1922) var också imponerad: "Det är säkert att anta att såvida läsaren inte tjuvläser sista kapitlet kommer han inte veta vem den hemlighetsfulle motståndaren är förrän författaren väljer att avslöja honom." Recensionen levererade en något förtäckt komplimang då den sade att Christie "skänker en viss rimlighet till de mest orimliga situationer och utvecklingar." Men den medgav även att
Miss Christie besitter en skicklig stil som lätt skiftar till roande dialoger och sålunda assisterar läsaren att med glädje följa Tommy och Tuppence i fotspåren på den mystiske Mr Brown. Flera av situationerna känns en bit malätna då andra författare ofta använt sig av dem, men där lyckas Miss Christie uppfinna dem på nytt med en känsla av individualitet som snarare hjälper än stjälper.
Robert Barnard beskrev romanen som "Den första och bästa (ingen oförtjänt komplimang) av historierna om Tommy och Tuppence. Den beskriver hur det orädda paret avslöjar en plan att uppmuntra till arbetaruppror och revolution i Storbritannien iscensatt av Boljesvismen. Läsvärt reaktionärt nöje, om du är på det humöret."
Några extra reklampuffar för boken gjordes av förlaget:
- "Det är en utsökt härva och läsaren kommer liksom vi inte kunna lägga boken åt sidan förrän mysteriet är löst." — Daily Chronicle

- "Vi utlovar våra läsare en spännande äventyrshistoria fylld av hårresande händelser och många besvikelser om de försöker lösa gåtan innan författaren är redo att avslöja lösningen. — En excellent historia." — Saturday Review.

- "Bokens atmosfär är beundransvärd och historien kommer läsas ivrigt av alla. Utan tvekan är boken en succée." — East Anglian Daily Times.

- "En bok med spännande äventyr. Sensationella äventyr som ger spännande och gripande läsning. Mrs Christie har verkligen lyckats skriva en historia som inte bara är underhållande men även genialt och makalöst klyftig." — Irish Independent.

Den enda kritikern som inte var så översvallande över boken var Christies förläggare John Lane, som hade önskat att hon skulle skriva ytterligare en detektivroman liknande En dos stryknin.

## Bearbetningar

### Film
Den hemlighetsfulle motståndaren var den andra av Christies verk att filmatiseras. Det tyska filmbolaget Orplid Film gjorde en 76 minuter lång stumfilm med titeln Die Abenteurer G.m.b.H. med premiär den 15 februari 1929. Den släpptes i Storbritannien och USA med titeln Adventures Inc. Karaktärernas namn i boken ändrades för filmen. Tidigare ansedd som försvunnen fick den en sällsynt visning på National Film Theatre den 15 juli 2001 (se National Film Theatre: A Tribute to the Work of Agatha Christie)
- Bearbetning: Jane Bess
- Regissör: Fred Sauer
- Fotograf: Adolf Otto Weitzenberg
- Scenografer: Leopold Blonder och Franz Schroedter

Rollbesättning:
- Eve Gray som Lucienne Fereoni
- Carlo Aldini som Pierre Lafitte
- Elfriede Borodin som Jeanette Finné
- Hilda Bayley som Rita van den Meer
- Eberhard Leithoff som George Finné
- Jack Mylong-Münz som Boris
- Shayle Gardner som Julius Vardier
- Hans Mierendorff as Hans Mierendorff
- Valy Arnheim som Wittington[9]

### Television
Romanen bearbetades två gånger för TV, en gång 1983 och en gång 2014 (sänd juli-augusti i England).
Boken bearbetades av London Weekend Television till en 115-minuters lång TV-film som sändes den 9 oktober 1983. Den ingick som en förberedande TV-serie om tio avsnitt baserad på Par i brott, gj
ord med samma skådespelare, vilken började sändas en vecka senare med titeln Agatha Christie's Partners in Crime.
- Bearbetning: Pat Sandys
- Regissör: Tony Wharmby

Rollbesättning:
- Francesca Annis - Prudence Cowley
- James Warwick - Thomas Beresford
- Reece Dinsdale - Albert
- Arthur Cox - kriminalkommissarie Marriott
- Gavan O'Herlihy - Julius P. Hersheimmer
- Alec McCowen - Sir James Peele Edgerton
- Honor Blackman - Rita Vandemeyer
- Peter Barkworth - Carter
- Toria Fuller - Jane Finn
- John Fraser - Kramenin
- George Baker - Whittington
- Donald Houston - Boris
- Joseph Brady - doktor Hall
- Wolf Kahler - tysken
- Peter Lovstrom - Henry
- Matthew Scurfield - Conrad
- Gabrielle Blunt - Annie

I februari 2014 meddelade BBC att de hade beställt TV-serien Partners in Crime, där tre epsioder var en bearbetning av Den hemlighetsfulle motståndaren skrivna av Zinnie Harris. Den sändes i juli/augusti 2015 för att fira 125-årsjubileet av Dame Agatha Christies födelse. Den utspelas i efterkrigstiden, så Tommy och Tuppence är inte den tidens ungdomar utan gifta och har en son bortsänd på internatskola. Istället är händelserna förlagda till 1952 med referenser till det kalla kriget mot Stalin.
Rollbesättning:
- Jessica Raine som Tuppence
- David Walliams som Tommy
- Camilla Marie Beeput som Jane Finn
- Alice Krige som Rita Vandemeyer
- James Fleet som Mr. Carter
- Clarke Peters som Julius Hersheimer
- Matthew Steer som Albert Pemberton

### Serieroman
Den hemlighetsfulle motståndaren släpptes av HarperCollins som en serieroman den 20 maj 2008, bearbetad av François Rivière och illustrerad av (ISBN 0-00-727461-0). Det var en översättning av den i Frankrike första publicerade versionen av Emmanuel Proust éditions 2003 med titeln Mister Brown.

### Scen
Agatha Christies Den hemlighetsfulle motståndaren sattes upp på scen första gången 2015 som en Watermill Theatre-uppsättning, bearbetad från romanen av Sarah Punshon och Johann Hari för en ensemble på sju skådespelare. Såsom en pjäs i två akter beskrevs den i reklamen som "levererad med snabb action, komedi, livemusik och en släng av romantik". Livemusiken framfördes av ensemblen. Tuppence spelades av Emerald O’Hanrahan och Tommy av Garmon Rhys. Den hade premiär på "The Watermill Theatre" den 12 februari och spelades fram till 21 mars, varpå den gick på turné fram till 9 maj.
Den 16 februari 2016 framförde Great Lakes Theater en 70 minuter lång scenversione som del av deras utbildningsprogram. Bearbetad av pjäsförfattaren David Hansen och framförs av en ensemble på fem (3 män, 2 kvinnor) där de flesta av skådespelarna framträder i mer än en roll.

## Dedikation
Bokens dedikation lyder:
"Till alla dem som lever monotona liv i hopp om att de i andra hand får uppleva äventyrets fröjder och faror".
Detta ganska nyckfulla uttalande var en av endast två gånger som Christie riktade en dedikation till sina läsare, det andra tillfället var den näst sista Tommy och Tuppence-boken: Ett sting i tummen 1968.